# Karkoszka
Karkoszka – część Wodzisławia Śląskiego, dawna wieś, obecnie należy do dzielnicy Jedłownik-Turzyczka-Karkoszka.

## Historia Karkoszki
Karkoszka założona została na terenach Wodzisławskiego Państwa Stanowego przez hrabinę Dyhn w 1776 r. a jej pierwszymi mieszkańcami byli tkacze mezelonu. Należała i należy do szkoły i kościoła w Jedłowniku. Obecnie razem z Jedłownikiem i Turzyczką tworzy dzielnicę Wodzisławia Śląskiego. Karkoszka wraz z przyporządkowanymi jej ulicami (ul. Nowa, Św. Jadwigi itp.) liczy około 200-300 mieszkańców. Znajduje się w niej nowoczesna oczyszczalnia ścieków.